# Claire City
Claire City è un centro abitato (town) degli Stati Uniti d'America, situato nella contea di Roberts nello Stato del Dakota del Sud. La popolazione era di 76 persone al censimento del 2010.

## Storia
Claire City venne fondata nel 1913 e prende il nome da A. E. Feeney, uno dei quattro donatori del sito della città, per sua moglie, che si chiamava Claire. La signora Feeney viveva ancora sul terreno adiacente alla città nel 1941. Un ufficio postale a Claire City fu creato il 21 novembre 1913. Il primo direttore dell'ufficio postale era Ben Sandsmark; l'ufficio postale si trasferì nell'edificio Herb Bladow nel 1968.

## Geografia fisica
Claire City è situata a 45°51′27″N 97°06′10″W (45.857403, -97.102739).
Secondo lo United States Census Bureau, ha un'area totale di 0,18 miglia quadrate (0,47 km²).

## Società

### Evoluzione demografica
Secondo il censimento del 2010, c'erano 76 persone.

### Etnie e minoranze straniere
Secondo il censimento del 2010, la composizione etnica della città era formata dal 78,9% di bianchi, l'1,3% di afroamericani, il 14,5% di nativi americani, il 3,9% di altre razze, e l'1,3% di due o più etnie. Ispanici o latinos di qualunque razza erano il 3,9% della popolazione.